# François de Beaumont d'Autichamp
François de Beaumont d'Autichamp (1690 - 20 novembre 1761), est un prélat français, évêque de Tulle.

## Biographie
Issu d'une Maison originaire du Dauphiné, l'une des plus anciennes et plus illustres de cette province, il est le troisième enfant et garçon de Charles Just de Beaumont, marquis d'Autichamp, commandant l'arrière-ban du Dauphiné, l'année de la naissance de François, et de Gabrielle de la Baume-Pluvinel, son épouse.
Il embrasse une carrière ecclésiastique. Grand Doyen de la Cathédrale d'Angers, il aura successivement en commende deux abbayes. Le 13 septembre 1758, la Procuration de la Province de Bourges, passée devant Poncet et son confrère, Notaires royaux à Bourges nous apprend que son Illustrissime et Réverendissime personne, évêque et vicomte de Tulle, Conseiller du Roi en tous ses Conseils, a été député pour le premier Ordre; et pour le Second, messire Jean-Louis d'Usson de Bonnac, prêtre du diocèse de Paris, bachelier en théologie de la Maison et Société Royale de Navarre, Prieur de Saint Geny, diocèse & lès Tours, Vicaire de la Vicairie ou Chapellenie de Saint-Jacques de la Masse, dans l'église Royale et Collégiale de Saint-Léonard de Noblac, Diocèse de Limoges 
À la fin de sa vie il est en procès avec son successeur à l'abbaye de Notre-Dame d'Oigny.

## Armoiries de sa Maison
- «  De gueules à la fasce d'argent chargé de trois fleurs de lys d'azur, et surmontée d'une couronne royale de France » (Beaumont-d'Autichamp)

## Devise
«  Impavidum Ferent Ruina »

## Fonctions
Il est :
- Conseiller du Roi en tous ses Conseils
- Député du premier Ordre
- Grand Doyen de la Cathédrale d'Angers
- Abbé commendataire de l'Abbaye Notre-Dame d'Oigny de 1731 à 1754
- Abbé commendataire de l'Abbaye de la Victoire de 1754 à 1761
- évêque de Tulle de 1741 à 1761.Il est nommé le 17 avril 1741 à 51 ans, il est consacré le 11 juin 1741 et décédera le 26 novembre 1761, dans sa 72 e année.
- Vicomte de Tulle